# Hazel Court
Hazel Court (10. februar 1926 i Birmingham, England – 15. april 2008) var en britisk skuespillerinde med flammende rødt hår.
Court huskes især for sine roller i en række betydningsfulde engelske og amerikanske horror- og science fiction-film, deriblandt Devil Girl from Mars (1954), The Curse of Frankenstein (1957), The Man Who Could Cheat Death (1959), Doctor Blood's Coffin (1961), Premature Burial (1962), The Raven (1963), The Masque of the Red Death (1964) og The Final Conflict (1981).
Hun har været gift med den engelske skuespiller Dermot Walsh (1949-1963) og med den amerikanske skuespiller og filminstruktør Don Taylor (1964-1998).